# A Wise Fool
A Wise Fool é um filme de drama mudo dos Estados Unidos, dirigido por George Melford e lançado pela Paramount Pictures em 1921. É baseado no romance The Money Master, de Sr. Gilbert Parker, 1.º Baronete [en].